# Cosmophasis lami
Cosmophasis lami är en spindelart som beskrevs av Berry, Beatty, Prószynski 1997. Cosmophasis lami ingår i släktet Cosmophasis och familjen hoppspindlar. Inga underarter finns listade i Catalogue of Life.